# Nordin Wooter
Nordin Wooter, född 24 augusti 1976 i Breda, Nederländerna, är en nederländsk före detta fotbollsspelare. Wooters senaste klubb var AEK Larnaca där han spelade 2007-2008. Tidigare har han representerat bland andra Ajax, Real Zaragoza, Braga och Panathinaikos.